# Рибчине
Ри́бчине — село в Україні, у Новгородківській селищній громаді Кропивницького району Кіровоградської області. Населення становить 290 осіб.

## Населення
Згідно з переписом УРСР 1989 року чисельність наявного населення села становила 230 осіб, з яких 100 чоловіків та 130 жінок.
За переписом населення України 2001 року в селі мешкало 296 осіб.

### Мова
Розподіл населення за рідною мовою за даними перепису 2001 року:
| Мова       | Відсоток |
| ---------- | -------- |
| українська | 91,03 %  |
| білоруська | 5,17 %   |
| російська  | 3,45 %   |
| угорська   | 0,34 %   |